# Radiochat

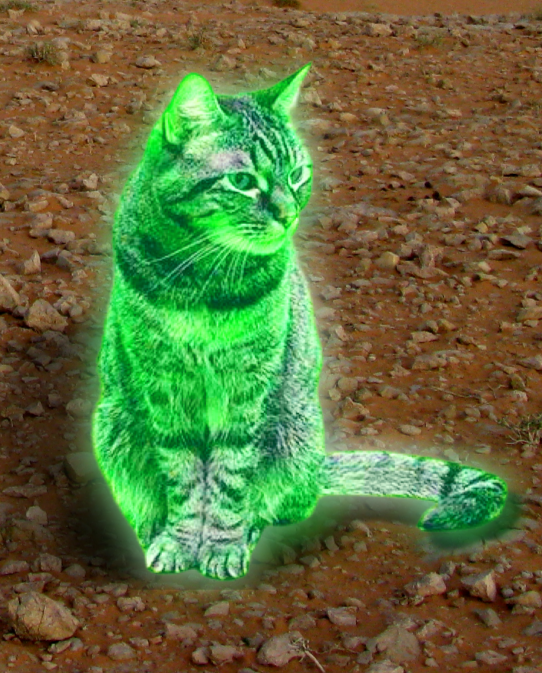
Photomontage représentant un radiochat.

Un radiochat, chat rayonnant ou ray cat en anglais est un type de chat qui serait modifié génétiquement pour changer d'apparence en présence de radioactivité. Les philosophes Françoise Bastide et Paolo Fabbri sont à l'origine de l'idée de créer un détecteur de radiation vivant, proposé en 1984 comme un message d'avertissement de longue durée sur les déchets nucléaires qui « pourrait être compris 10,000 ans plus tard » en s'appuyant sur l'idée de L'Human Interference Task Force (en) d'une transmission orale des dangers des radiations nucléaires. Bastide et Fabbri n'ont pas spécifié d'animal en particulier qui devrait être utilisé mais ont inventé le terme radiochat afin d'illustrer comment le choix du nom pouvait décrire la fonction de l'animal. Ils n'ont également pas spécifié comment l'apparence devrait changer, mais les radiochats sont souvent représentés comme changeant de couleur ou alors bioluminescents.
Il n'existe aucune preuve que le gouvernement des États-Unis ait jamais sérieusement envisagé la proposition de « détecteur de radioactivité vivant », et aucun chat détecteur de radioactivité n'a jamais été conçu, bien qu'en 2015, un laboratoire de Montréal ait créé le mouvement Ray Cat Solution pour tenter de commencer à en concevoir. Un rapport de 2019 de l'Agence pour l'énergie nucléaire a conclu que Bastide et Fabbri avaient atteint leur véritable objectif, à savoir sensibiliser le public aux difficultés liées au traitement des déchets radioactifs.

## Proposition
L'Human Interference Task Force (en), une équipe d'ingénieurs du Département de l'Énergie des États-Unis formée en 1981 a cherché des moyens pour éviter que les humains rentrent par inadvertance en contact avec des déchets radioactifs comme ceux présents dans le dépôt de déchets nucléaires de Yucca Mountain.
En 1984, la revue allemande Zeitschrift für Semiotik (« Journal de sémiotique ») a publié 12 réponses d'universitaires qui spéculaient sur la manière de communiquer dans 10,000 ans. L'une des réponses provenait des philosophes Françoise Bastide et Paolo Fabbri, qui ont suggéré de créer un « détecteur de radioactivité vivant » sous la forme d'une espèce qui persisterait aux côtés des humains, en donnant l'hypothèse d'une espèce de chat que l'on appellerait « radiochat ». Bastide et Fabbri n'ont pas recommandé un type particulier de changement d'apparence, mais ont cité l'affection cutanée xeroderma pigmentosum comme exemple d'une mutation qui fait des marques sur la peau en cas d'exposition aux radiations. Cette approche a été qualifiée de « compteur Geiger félin ». Ils ont en outre proposé d'inventer un folklore, transmis par des proverbes et des mythes, pour expliquer que les gens devraient fuir lorsqu'un chat change de couleur.